# Virbia rotundata
Virbia rotundata är en fjärilsart som beskrevs av William Schaus 1904. Virbia rotundata ingår i släktet Virbia och familjen björnspinnare. Inga underarter finns listade i Catalogue of Life.